# Феофан Маврокардоті
Феофан Маврокардоті — єпископ (управитель) Мукачівської єпархії (МГКЄ) після укладення Ужгородської унії.

## Історичні дані
У цей період частіше управителі Мукачівської єпархії фактично були єпархіальними вікаріями, бо напряму підпорядковувалися Ягерському римо-католицькому (угорському) єпископу.
В «Історії карпатських русинів» подається список єпископів Мукачівської єпархії від Луки – до Василя Поповича та згадка про останніх православних єпископів Марамороша Йосифа Стойку і Досифея Теодоровича. 
Стосовно Феофана Маврокардоті є відомості про час єпископства - 1677.
Відомо, що у боротьбі за Мукачівську катедру примасу Селепчені хоч і вдалося 1676 р. отримати «потрібного» кандидата на Мукачівське владицтво в особі колишнього грецького митрополита, конвертита в католицьку віру Теофана Маурокордата, якому допомагав керувати єромонах ЧСВВ галицького походження Петроній Камінський. Останнього джерела згадують як «summi scandali». Проте остаточно розв’язати питання канонічної належності Мукачівської єпархії та зміцнити поширення унії так і не вдалося, бо 1678 р., злякавшись повстання куруців (хрестоносців) на чолі з Імре Тьокьолі, грек виїхав до Відня і, як виявилося назавжди, хоч остаточно Мукачівського єпископства Маурокордат зрікся аж 1686 р.